# Skogskrematoriet

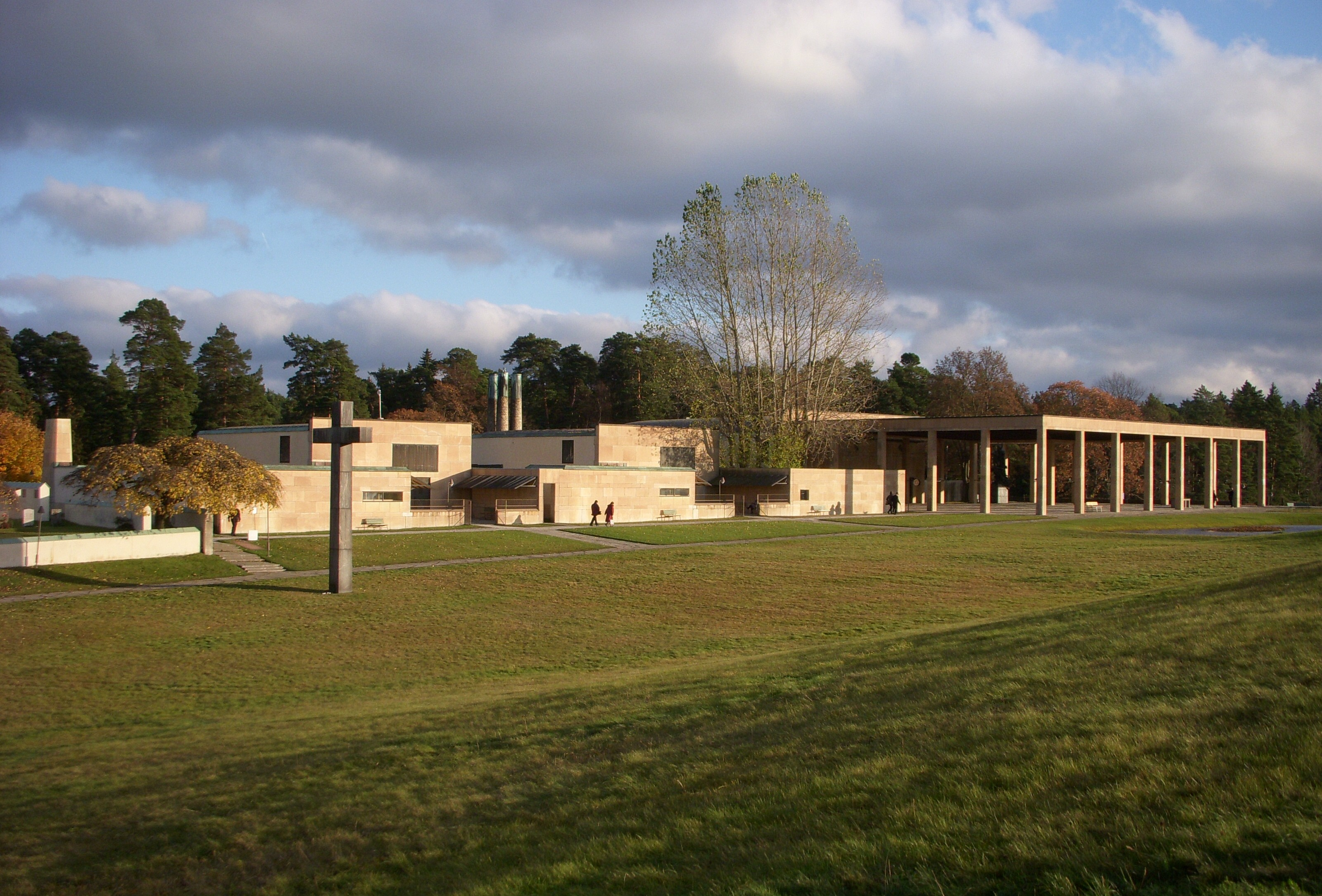
Skogskrematoriet med (från vänster) Trons, Hoppets och Heliga Korsets kapell samt Monumenthallen i november 2009.

Skogskrematoriet är tillsammans med den stora, öppna Monumenthallen och Trons, Hoppets och Heliga Korsets kapell den centrala krematorie- och kapellanläggningen vid Skogskyrkogården i Stockholm. Anläggningen ritades 1935-1940 av Gunnar Asplund och fullbordade därmed Skogskyrkogårdens landskapsbild.
Skogskrematoriet är som en central del av Skogskyrkogården sedan 1994 upptagen som ett världsarv, och det ansvariga borgarrådet Yngve Larsson skrev 1977 om anläggningen: "kanske vågar man säga: stadens skönaste byggnadsverk i vår generation".

## Historik

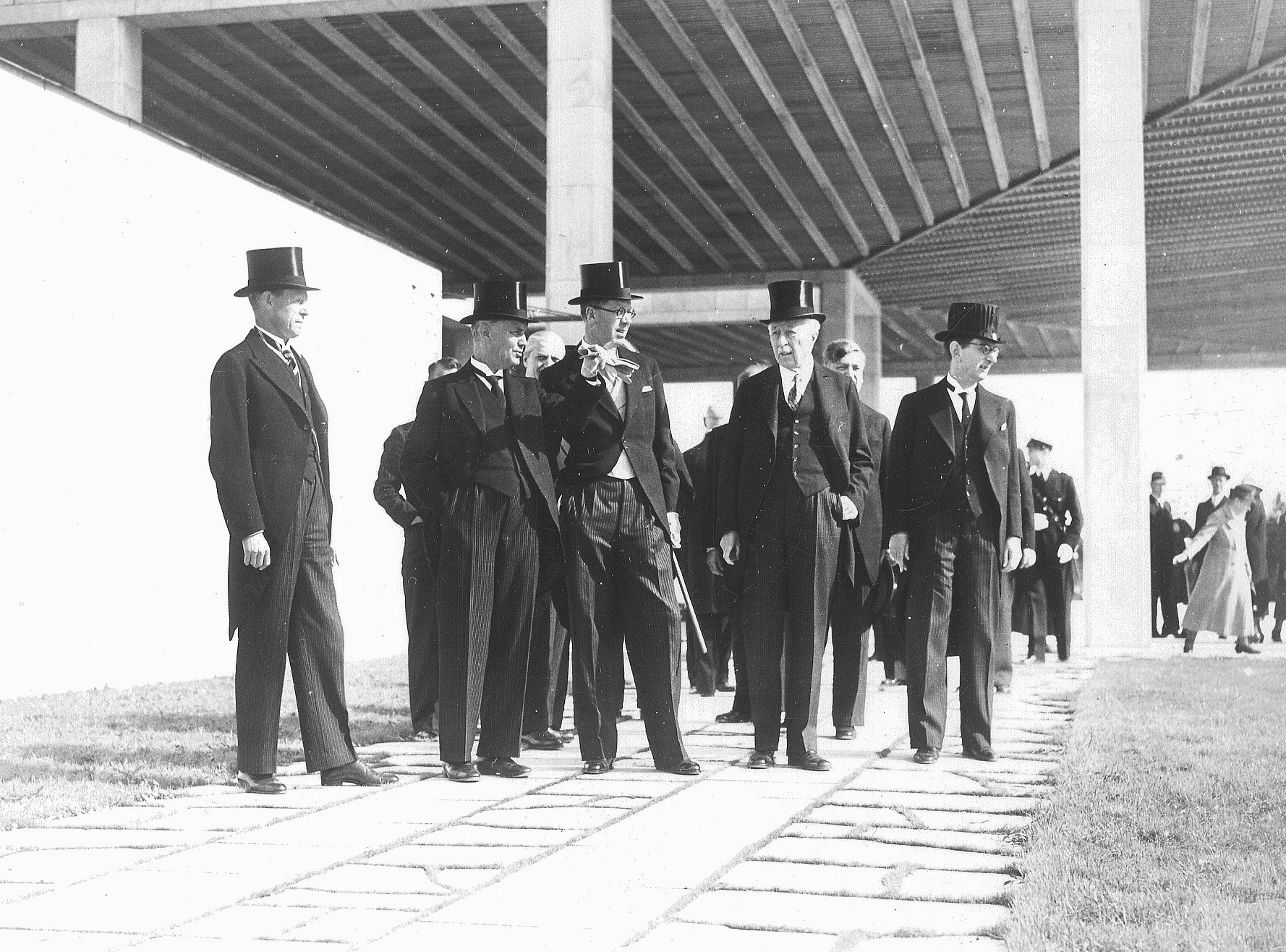
Invigningen 1940, från vänster: Torsten Nothin (?), Gunnar Asplund, kronprins Gustaf (VI) Adolf, prins Eugén och Yngve Larsson, alla i jakett.

Redan det ursprungliga tävlingsprogrammet för Skogskyrkogården från 1914 föreskrev att området skulle få ett huvudkapell med krematorium. Frågan kom att diskuteras under 20 års tid, och kyrkogårdens huvudarkitekter Gunnar Asplund och Sigurd Lewerentz gjorde flera gemensamma förslag, varav det sista 1932. Stockholms stads kyrkogårdsnämnd med dess ordförande borgarrådet Yngve Larsson fattade 1934 beslutet att genomföra projektet, och i januari 1935 presenterade nämnden ett relativt detaljerat program för krematorieanläggningen, med ett större och två mindre kapell, och i samband med detta gick arkitektuppdraget till Asplund ensam.
Uppdraget ledde till bitterhet från Sigurd Lewerentz' sida, och sorg och vånda för Asplund eftersom de båda arkitekterna tillsammans hade arbetat med ett förslag till krematoriet. Nämndens beslut byggde förmodligen på missnöje med Lewerentz långsamhet som berodde på hans perfektionism.
De första ritningarna var färdiga i november 1935, och de behandlades av nämnden i december. I maj 1936 gick beslutet igenom i Stockholms stadsfullmäktige, som anslog medel för uppförandet. Huvudritningarna var klara våren 1936 och kontrakt skrevs med huvudentreprenören Kasper Höglund AB i oktober samma år.
Skogskrematoriet invigdes den 21 juni 1940 av kronprins Gustaf Adolf (blivande Gustaf VI Adolf) tillsammans med prins Eugén och Yngve Larsson, även Gunnar Asplund kunde delta. Han dog i oktober samma år och kremerades här. Han är begraven i grav nummer 1B precis utanför Trons kapell invid Yngve Larssons familjegrav. Ett enkelt epitafium bär inskriptionen: "Hans verk lever".

## Arkitektur
Asplunds förslag omfattade tre separata kapell med ett gemensamt krematorium och en öppen monumenthall. Kapellen fick namnen Trons, Hoppets och Heliga Korsets kapell. Det största av dessa tre kapell är Heliga Korsets kapell som är hopbyggt med Monumenthallen. 
Byggnaderna hålls samman av tekniska lokaler i bakkanten och i undervåningen. Fronten mot kyrkogårdens öppna landskap i väst är upplöst i skilda enheter som sakta trappar upp längs den lutande promenadvägen. Byggnadsgruppen får sin höjdpunkt i den tempelliknande Monumenthallen. Intrycket förstärks av en näckrosdamm, i vilken hallen speglar sig. Asplund skrev själv:
| ”                | Monumentaliteten blev medvetet förbehållen det bibliska landskapet [...] Alla kapell är formade kring sin grundmening, kring avskedets svåra ögonblick. | „ |
| – Gunnar Asplund | |   |

Gestaltningen är stram med enkel elegans. Fasaderna är klädda med gul travertin, detaljer och beslag är utförda i koppar. I Monumenthallen står John Lundqvists Uppståndelsemonument under hallens ljusöppning, där en grupp människor sträcker sig uppåt himlen. Varje pelare bär en av Asplund formgiven uppåtriktad belysningsarmatur i koppar som ger ett effektfullt intryck efter mörkrets inbrott. Monumenthallen och Heliga Korsets kapell avskiljs genom en höj- och sänkbar glasad vägg som är smyckad med bronsreliefer av Bror Hjorth. Fondmålningen i Heliga Korsets kapell är utförd av Sven Erixson.

### Exteriörbilder

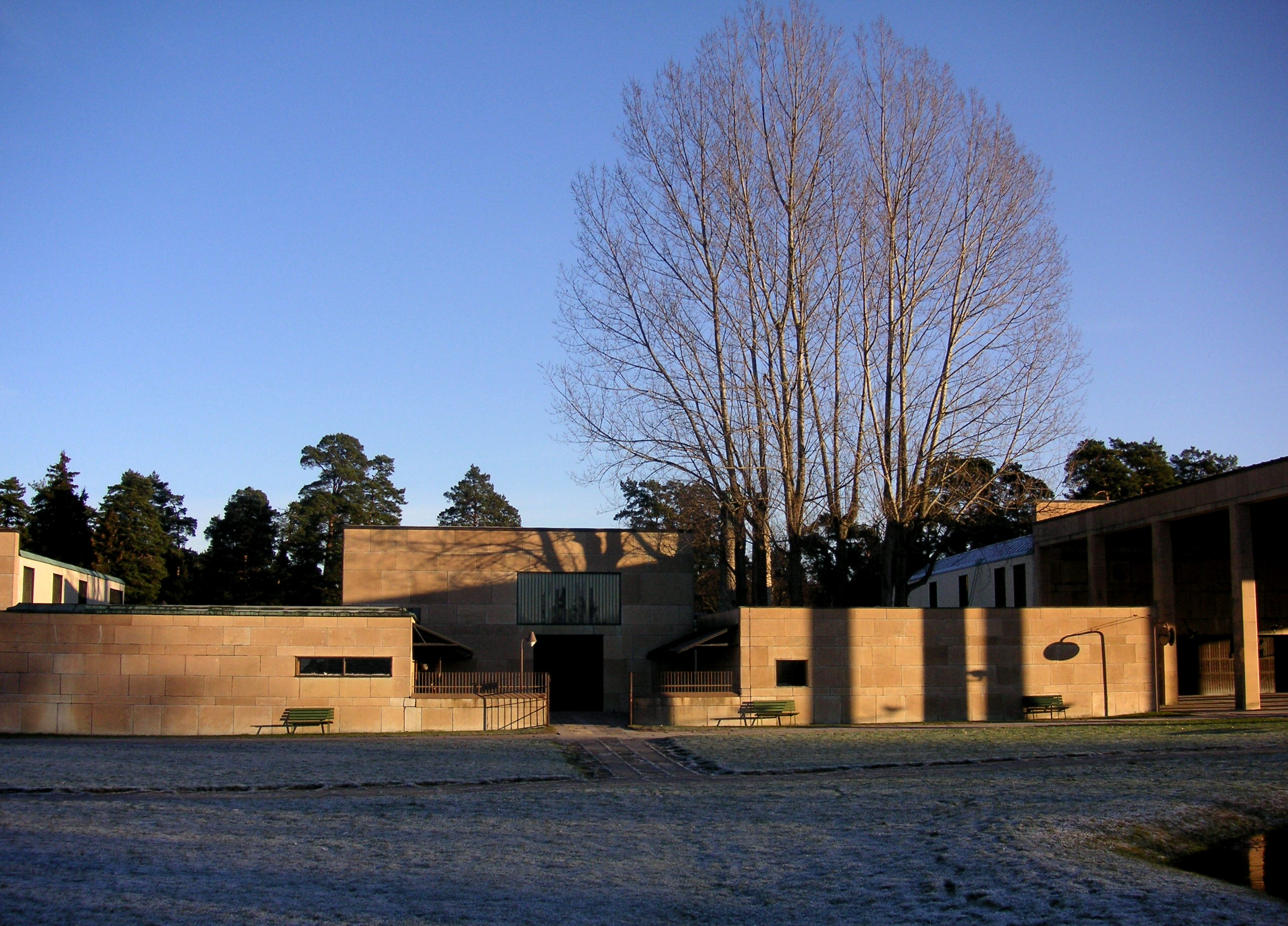
Trons, Hoppets och Heliga Korsets kapell (längst till höger)
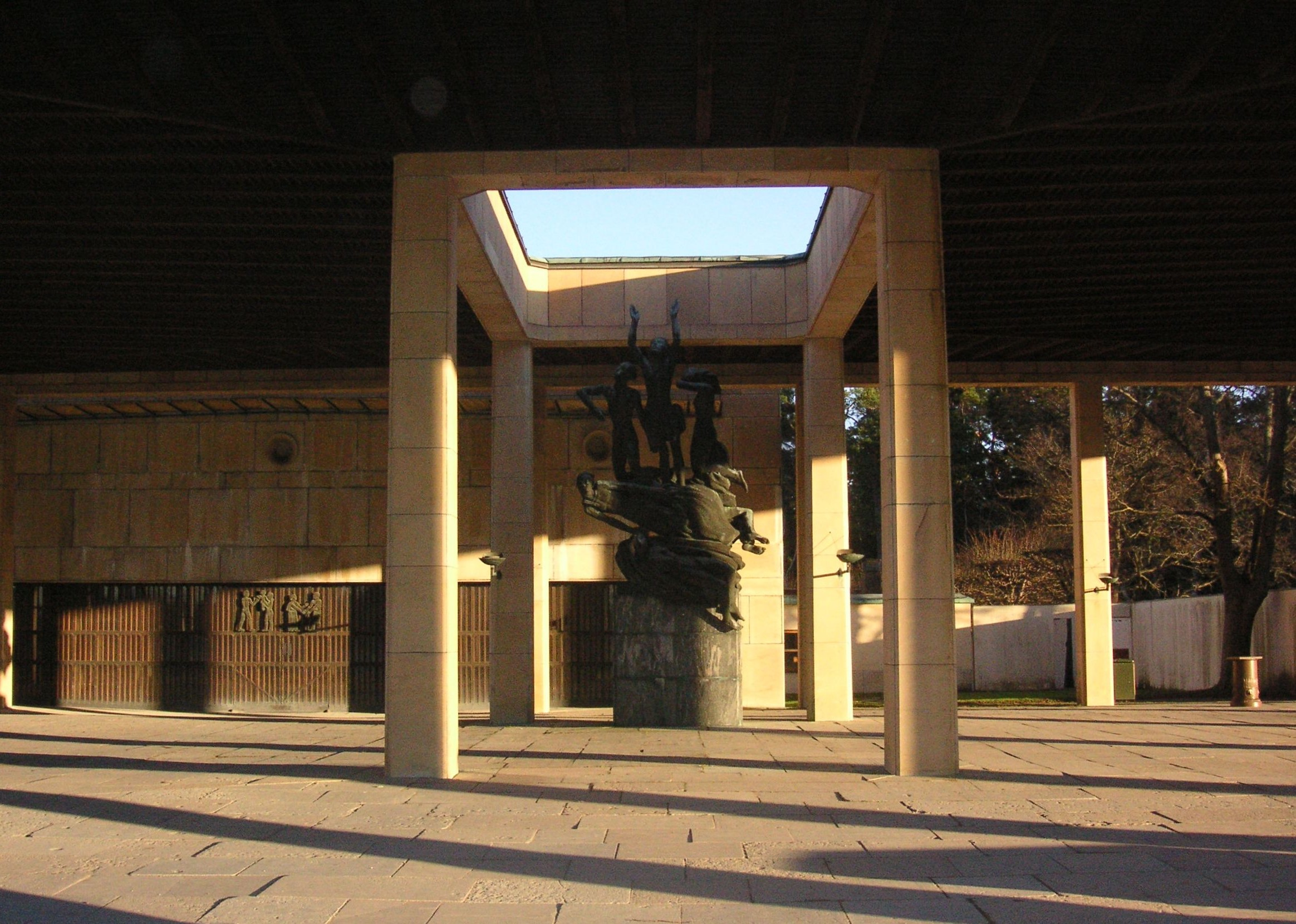
Monumenthallen med Lundqvists "Uppståndelsemonument"
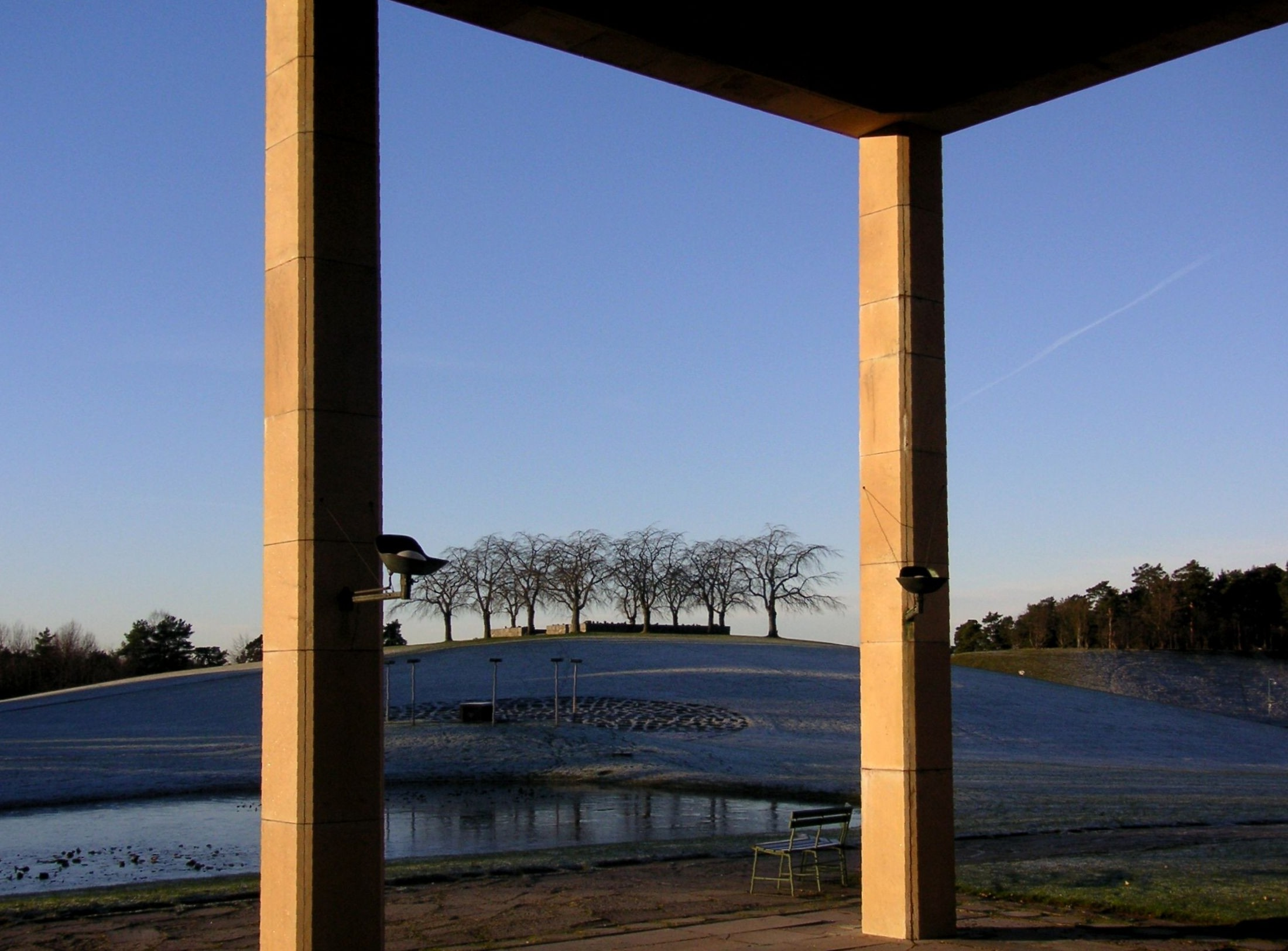
Monumentahallen, vy mot Meditationslunden
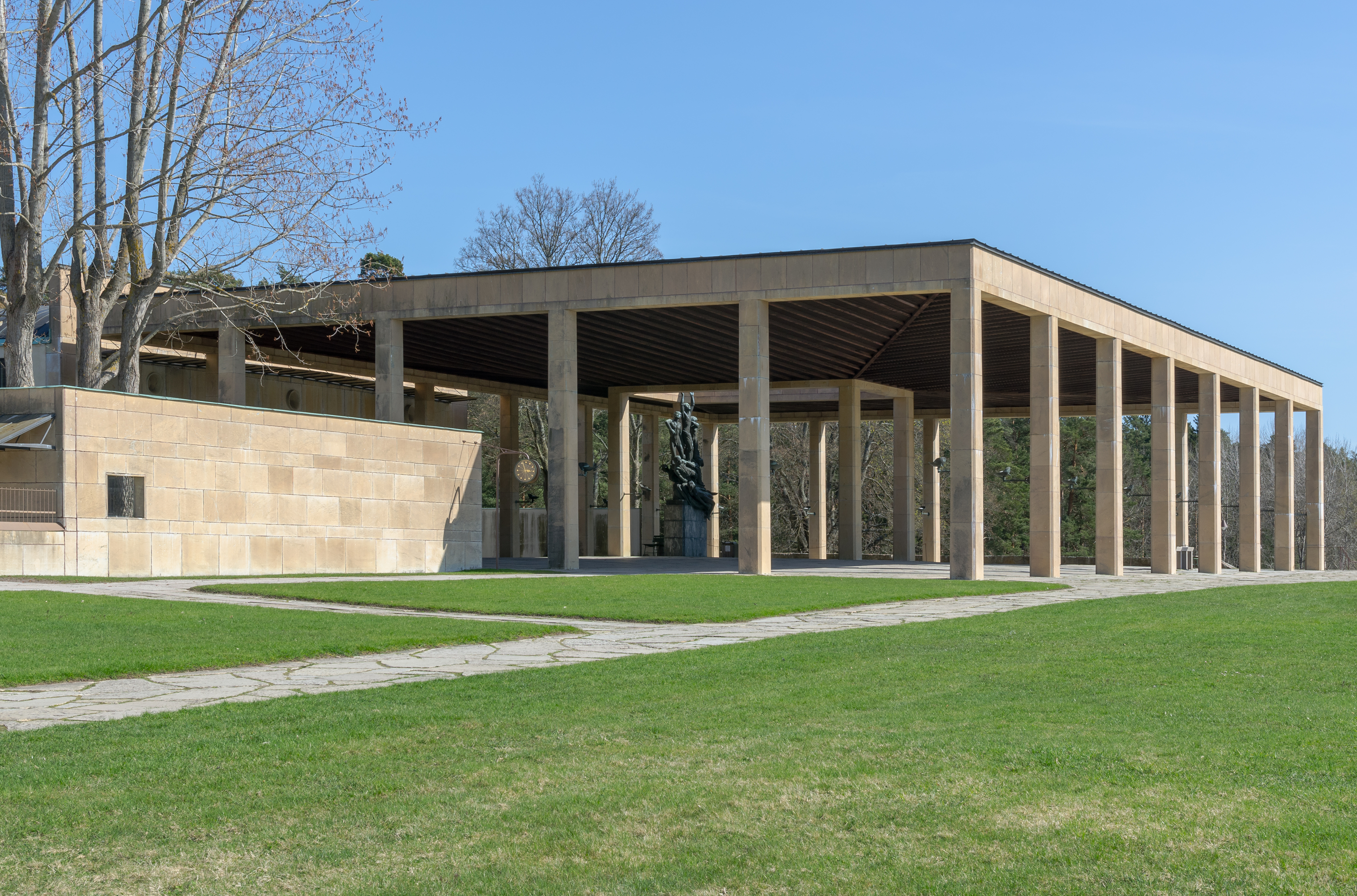
Monumenthallen 2012.

### Interiörbilder

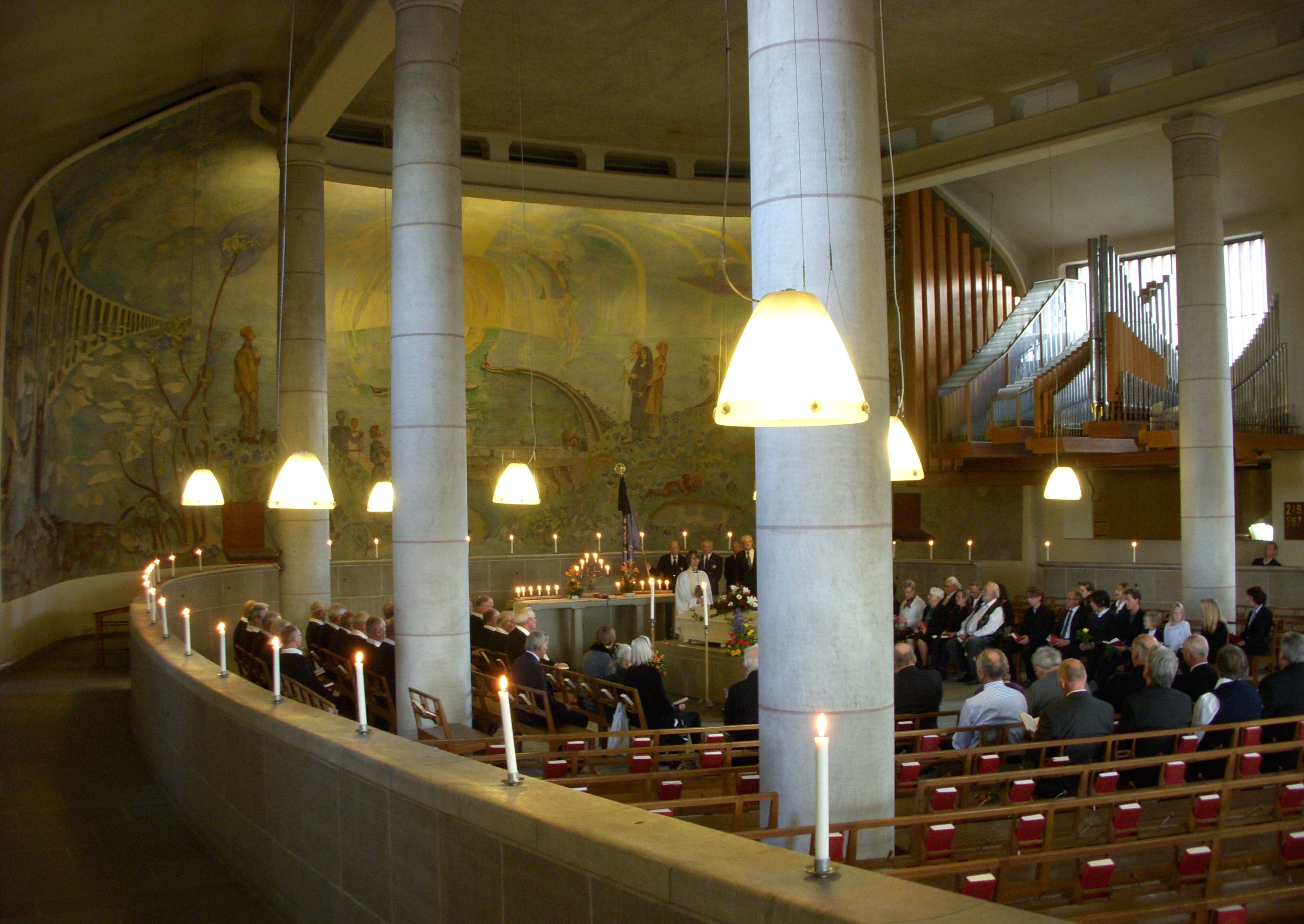
Heliga korsets kapell
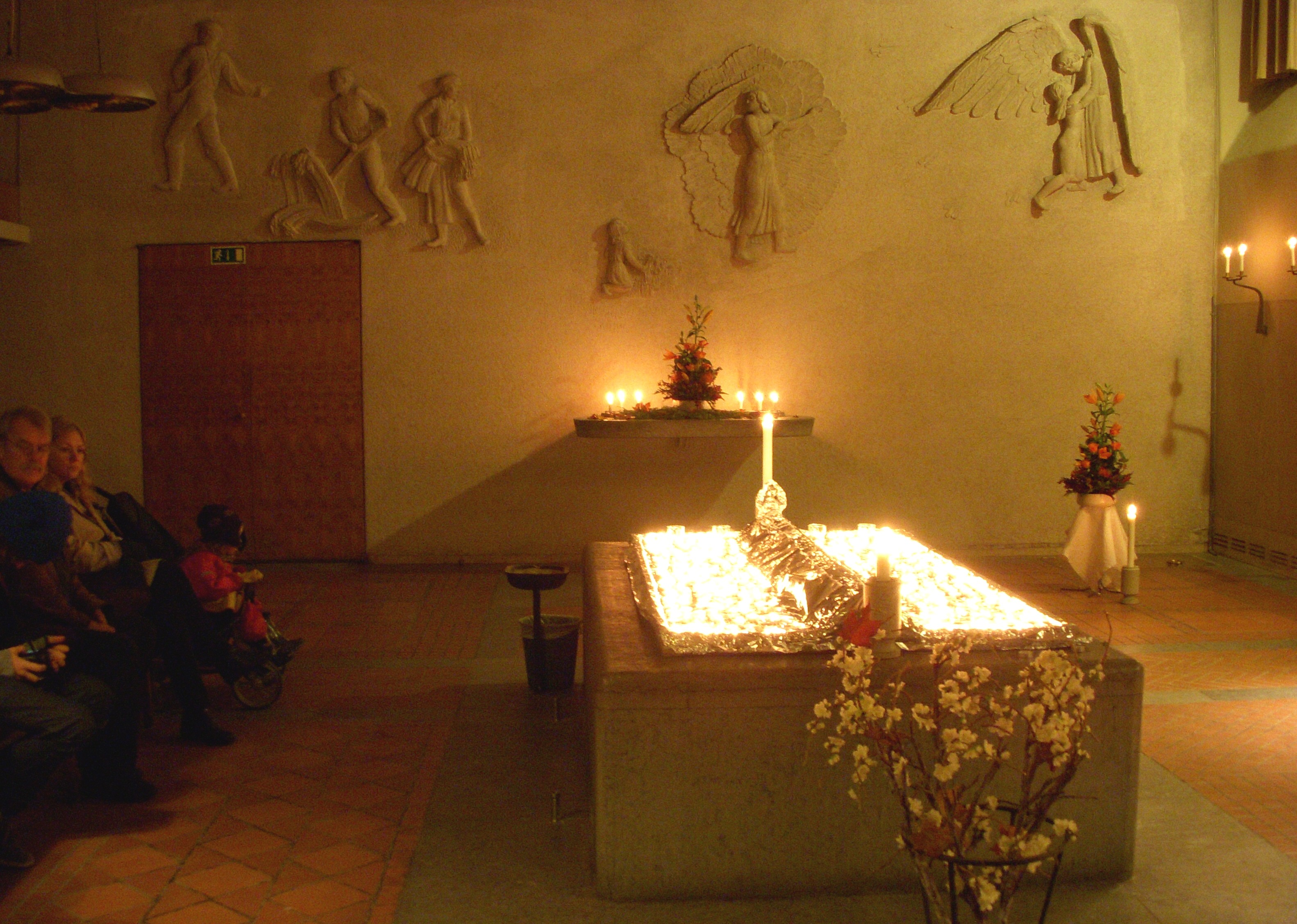
Trons kapell allhelgonahelgen 2009
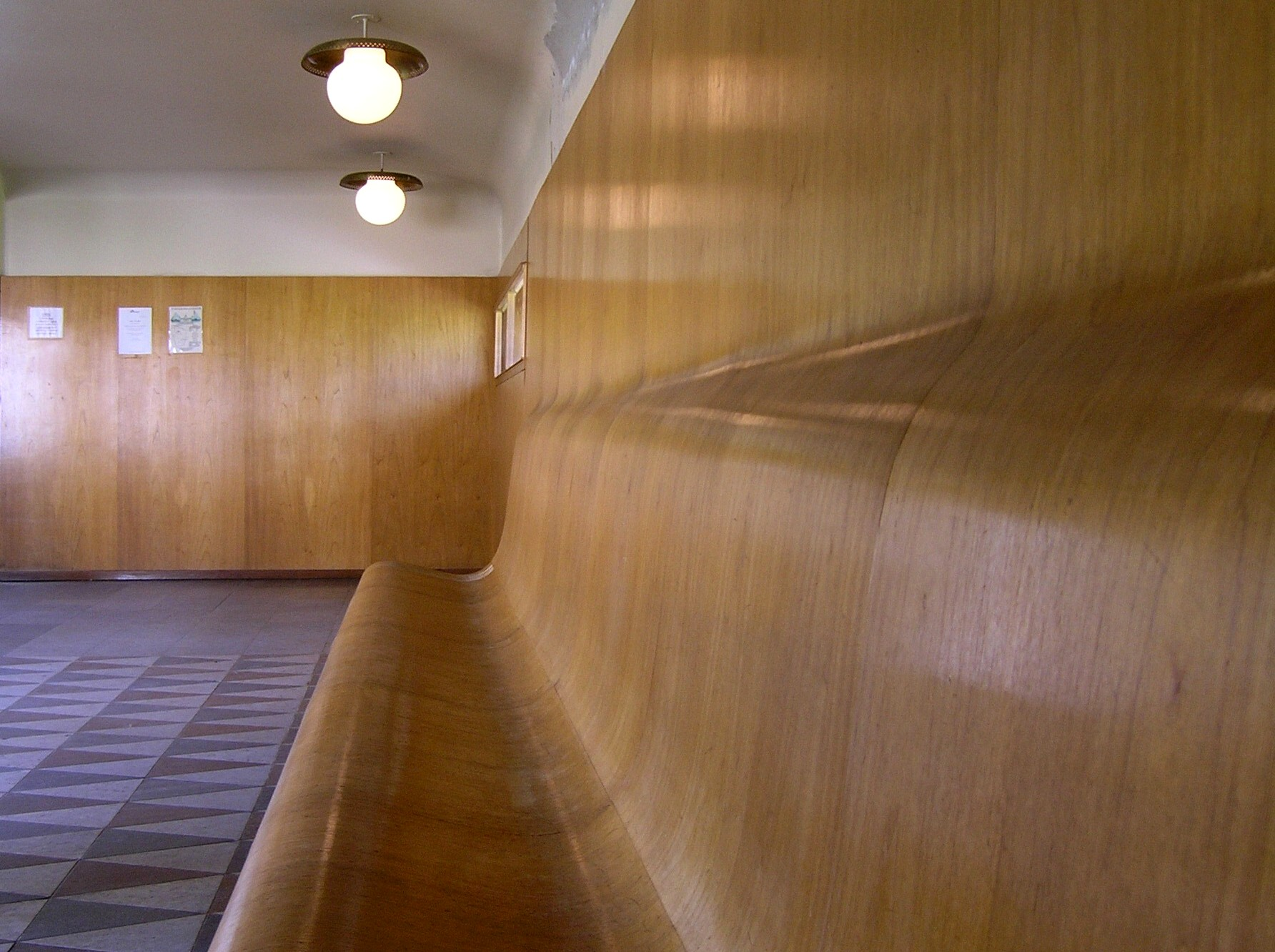
Trons kapell, väntrum
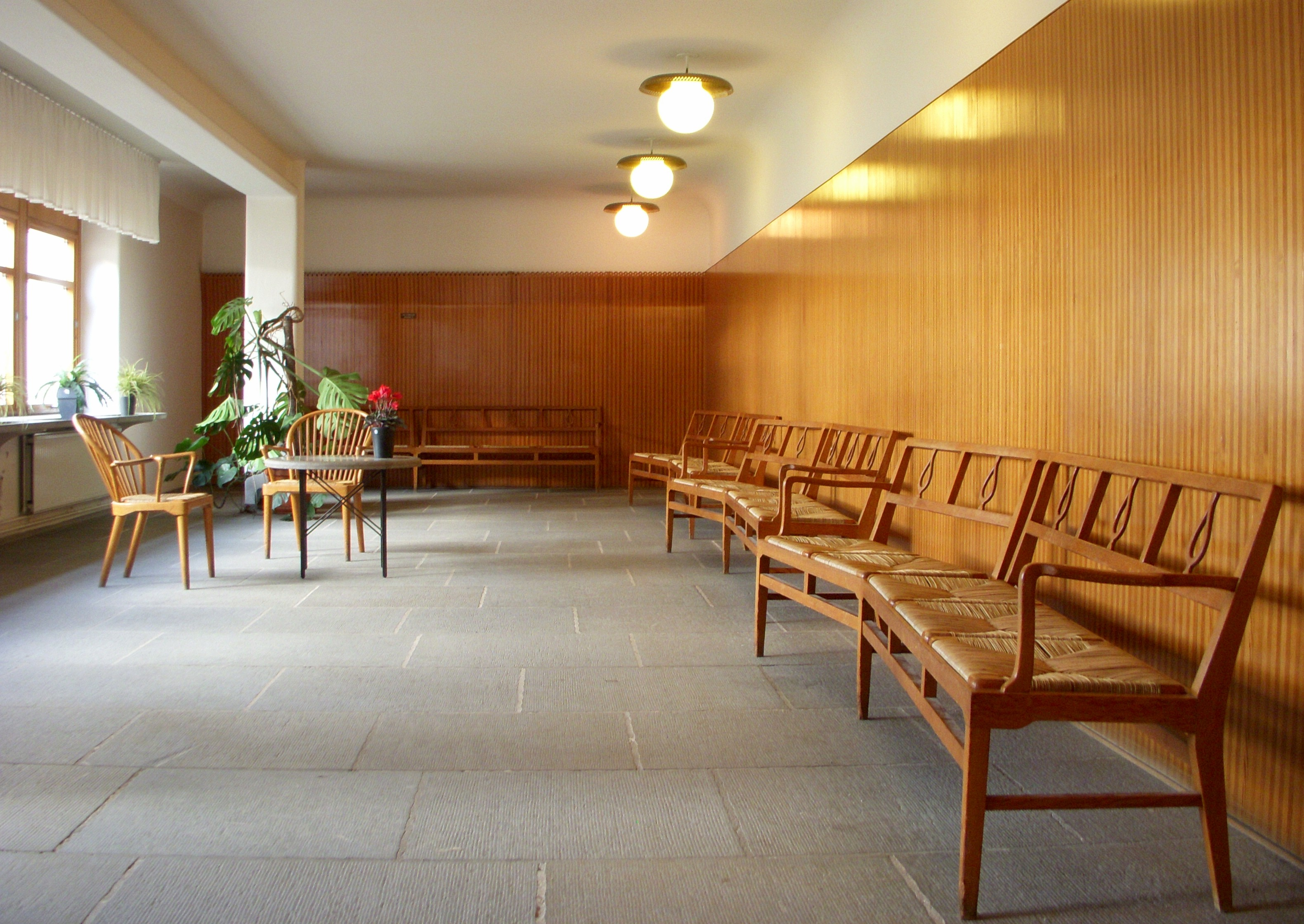
Heliga korsets kapell, väntrummet

### Detaljbilder

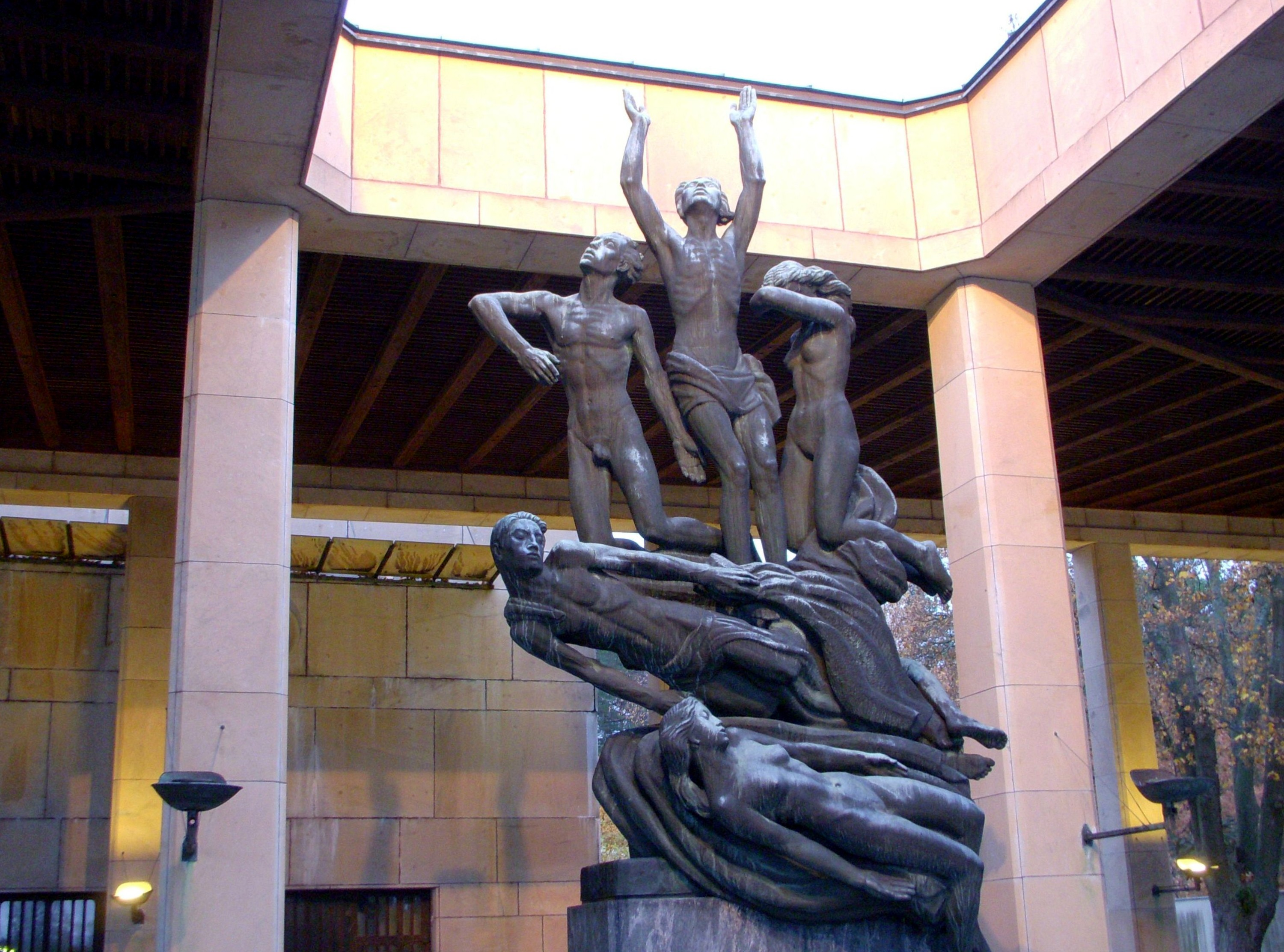
Lundqvists Uppståndelsemonument
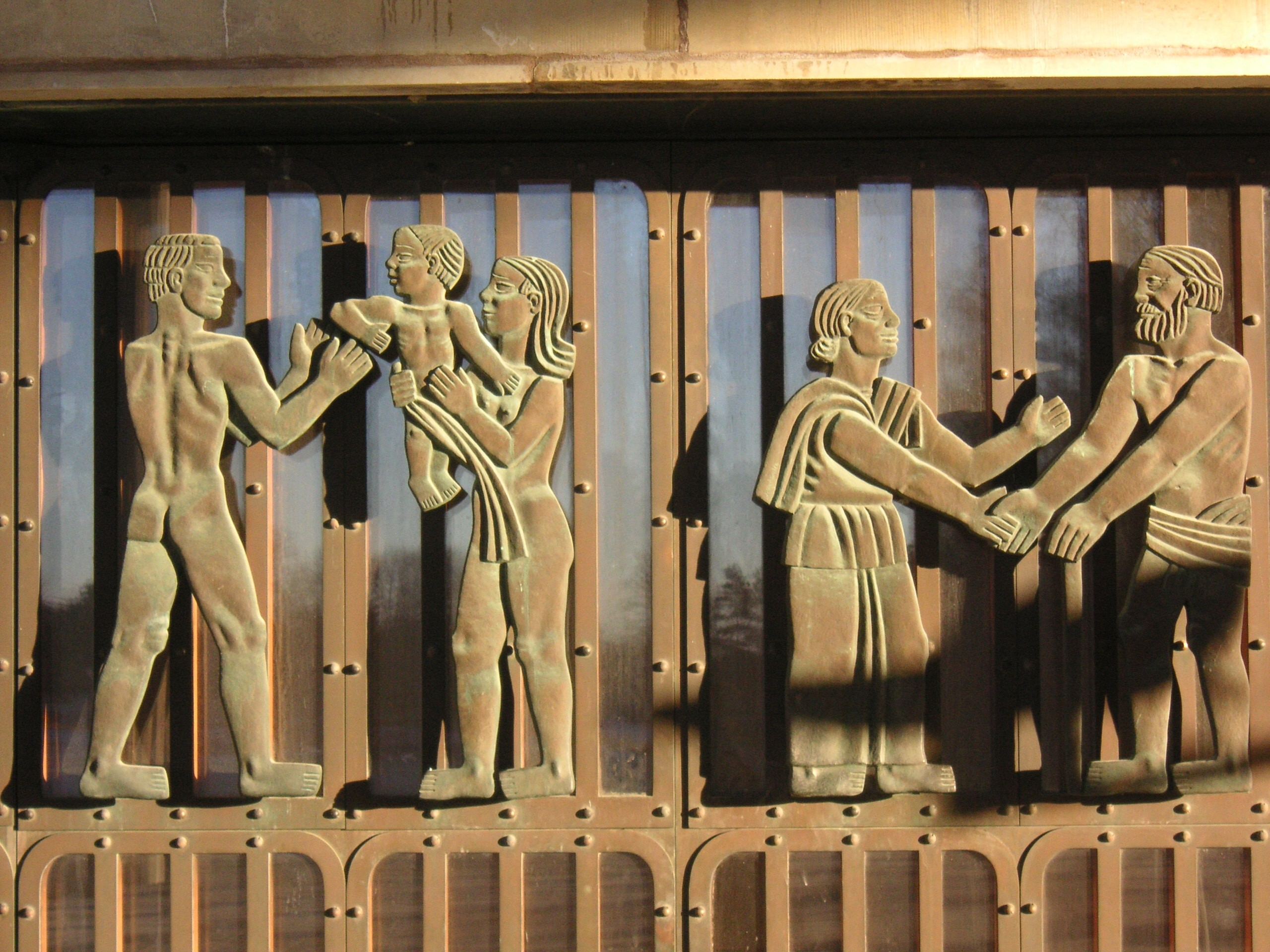
Hjorths bronsrelief
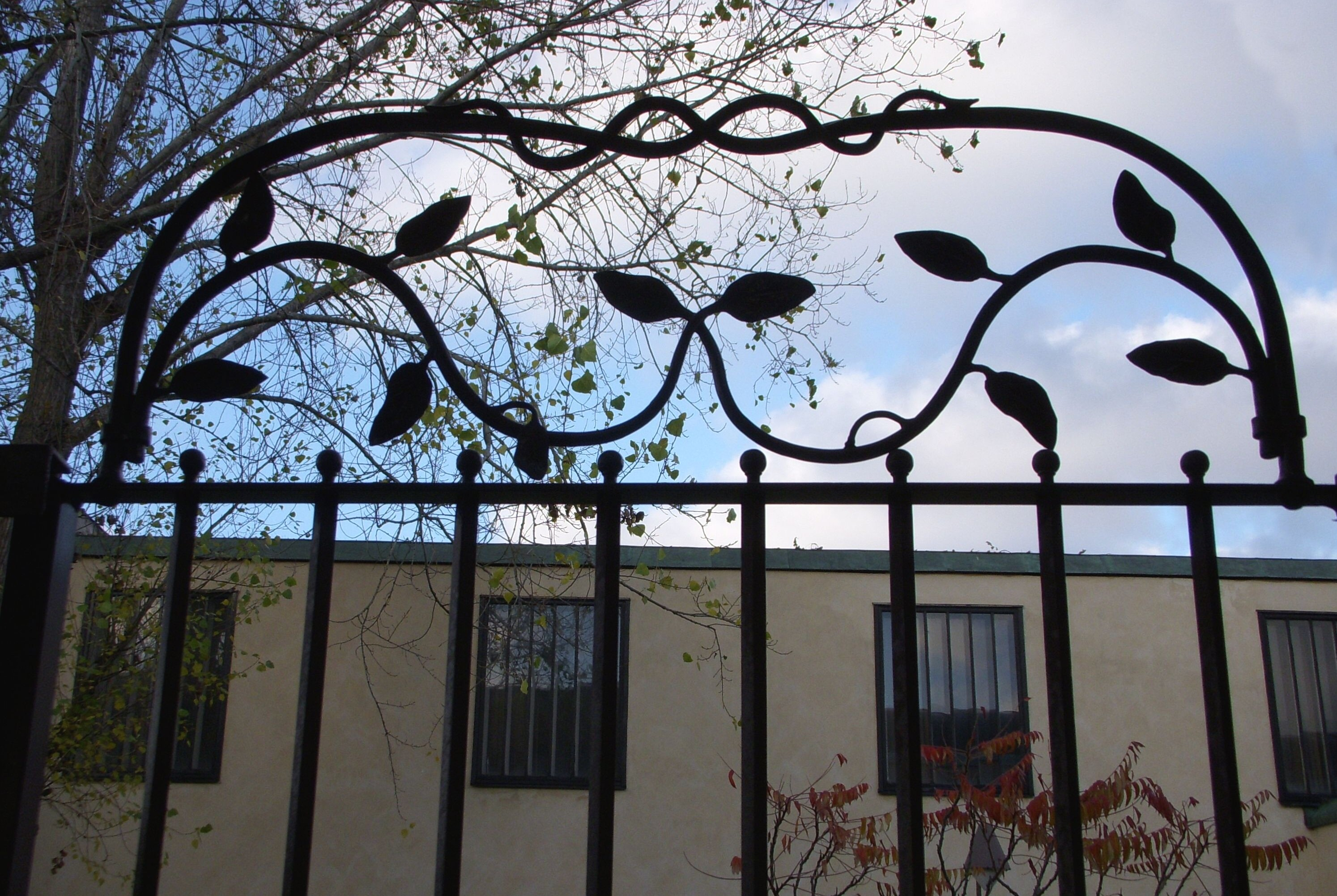
Smidesgrind till innergården
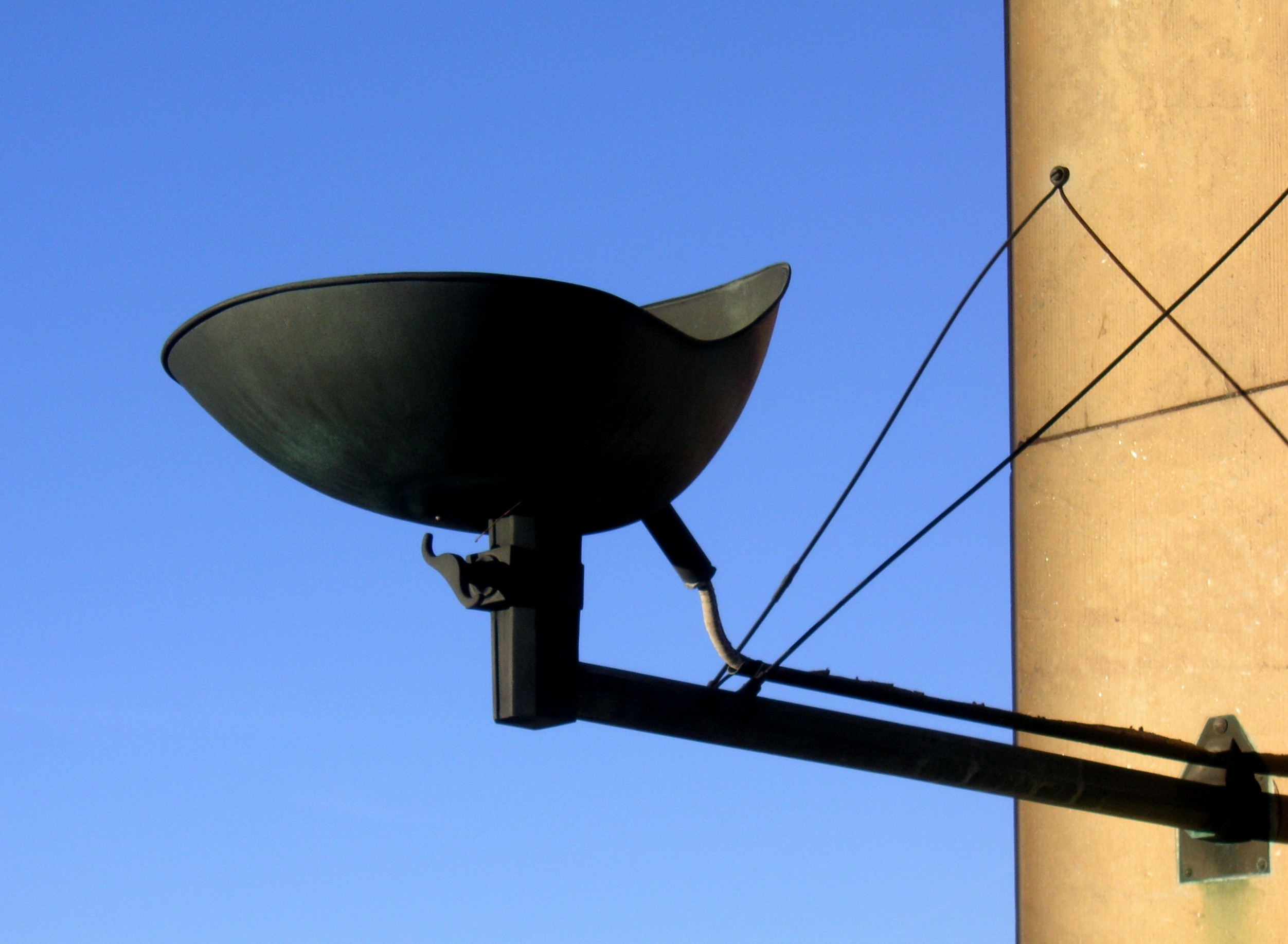
Asplunds armatur

## Krematoriet
Skogskyrkogårdens gamla krematorium, anlagt i slutet på 1930-talet, används inte längre. 
År 2009 genomförde Stockholms stad en arkitekttävling om ett nytt krematorium inom Skogskyrkogården, då det befintliga krematoriet i Asplunds anläggning har tjänat ut. Tävlingen vanns av Johan Celsings arkitektkontor tillsammans med den schweiziska firman Müller Illien Landschaftarchitekten. Deras tävlingsbidrag hade namnet "En sten i skogen". Det nya krematoriet blev klart 2013. Arkitekturen belönades med samma års Kasper Salin-pris.